# Yang Guifei
Pour les articles homonymes, voir Yáng (杨 ou 楊).
Yang Yuhuan (楊玉環) (719-15 juillet 756), connue généralement sous le surnom de Yang Guifei (chinois simplifié : 杨贵妃 ; chinois traditionnel : 楊貴妃 ; transcription pinyin : Yáng Guìfēi) est la concubine favorite (c'est le sens du mot guifei) de l'empereur Xuanzong des Tang, qui règne de 712 à 756. Bien qu'elle ait été une concubine de haut rang, elle ne s'est jamais mêlée de politique (contrairement à Wu Zetian). Elle est l'une des quatre beautés de la Chine antique.

## Biographie
Yang Yuhuan a vécu sous la dynastie Tang, période caractérisée par l'ouverture d'esprit et le libéralisme, ce qui permit aux femmes de bénéficier d'un environnement social calme et d'une certaine indépendance. En plus de son extraordinaire beauté, Yang Yuhuan était reconnue pour ses talents de danseuse et de musicienne. Très éprise de Xuanzong, ils étaient considérés comme inséparables.
Sa famille profita de la faveur qui lui était accordée et souffrit d'un conflit de pouvoir avec le général An Lushan. Celui-ci déclencha en 755 une rébellion qui mit l'empire à feu et à sang, prit Luoyang et marcha sur la capitale Chang'an, l'actuelle Xi'an. Il faut ajouter que les relations entre Yang et Xuanzong suscitaient une grande désapprobation de la part des membres de la cour.
L'empereur s'enfuit vers le Sichuan avec Yang Guifei et sa famille. Elle fut forcée de se pendre sous les yeux de l'empereur. Inconsolable, il abdiqua en 756 en faveur de son fils Suzong qui entreprit la reconquête du pouvoir.

## Adaptations dans les arts

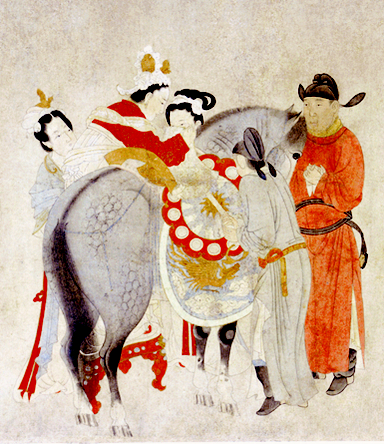
Portrait avec Yang Guifei.

### Littérature
Dès la dynastie Tang, l'histoire a inspiré les écrivains : le poète Bai Juyi, avec le Chant des regrets éternels, et Chen Hong avec un chuanqi, Histoire du chant des regrets éternels. Bai Pu (1226-1306) en a fait le sujet d'une pièce, Pluie sur les sterculiers, de style zaju, ainsi que  Hong Sheng au XVIIe siècle avec Le Palais de la longévité.
L'histoire de Yang Guifei n'a pas de rapport avec la pièce de théâtre classique Adieu ma concubine qui a inspiré le film homonyme de Chen Kaige, qui traite cependant d'un sujet similaire : l'histoire de celle-ci se déroule quelque 960 ans plus tôt, lors de la lutte pour le pouvoir qui suit la fin de la dynastie Qin. Dans cette œuvre, le prince Xiang Yu va être mis à mort par son rival Liu Bang, le futur empereur Gaozu qui créa en -202 la dynastie Han. Sa concubine Yu Ji, aussi appelée Yu Miaoyi, lui demande de mourir avec lui, et joint le geste à la parole en se poignardant.
- La Passion de Yang-Kwé-Féi, George Soulié de Morant, éditions Piazza, 1924
- La Favorite (Le Roman de Yang Kouei-fei), Yasushi Inoue, Éditions Picquier, 1998,  (ISBN 2-87730-197-4) (édition originale 楊貴妃伝, Yokihi den, 1963 à 1965)

### Cinéma
- Le cinéaste japonais Kenji Mizoguchi réalisa en 1955 un film centré sur le destin de l'impératrice, en prenant quelques libertés avec l'histoire : L'Impératrice Yang Kwei-Fei.
- La Concubine magnifique est un film hongkongais réalisé par Li Han-hsiang, sorti en 1962 et ayant remporté un prix au festival de Cannes. Li Li-Hua y tient le rôle de la concubine.
- Le film 王朝的女人·杨贵妃 (Wang Chao De Nu Ren Yang Gui Fei, en version anglaise Lady of the Dynasty) sorti le 30 juillet 2015 en Chine, et avec l'actrice chinoise Fan Bingbing dans le rôle principal, retrace l'histoire de Yan Guifei.